# Mateusz Siebert
Mateusz Siebert (* 4. April 1989 in Posen) ist ein ehemaliger polnisch-französischer Fußballspieler.

## Karriere

### Verein
Mateusz Siebert wurde in Posen geboren und wuchs in Frankreich auf, nachdem er mit seiner Familie dorthin ausgewandert war. Im Alter von neun Jahren begann Siebert beim FC Metz mit dem Fußballspielen. Bei den „Les Grenats“ (Granatroten) durchlief er die gesamte Jugendabteilung, bevor er am 10. Oktober 2008 in der Saison 2008/09 sein Profidebüt in der Ligue 2 gegen LB Châteauroux feiern konnte, als er in der 25. Spielminute beim Stand von 0:0 eingewechselt wurde. Im Trikot der Lothringer spielte Siebert bis zum Jahr 2010 nur dieses eine Spiel, bevor er zunächst auf Leihbasis in seine polnische Heimat zu Arka Gdynia kam, die zusätzlich auch eine Kaufoption besaßen. Nachdem er in der Saison 2009/10 zu 17 Spieleinsätzen kam, verletzte er sich zu Beginn der Rückrunde im März 2010 und konnte kein Spiel mehr bestreiten. Mit Arka Gdynia belegte er am Saisonende den 14. Tabellenplatz und konnte knapp den Abstieg nur um einen Punkt vermeiden. Im Puchar Polski erreichte er mit dem Verein aus der Ostseestadt Gdynia die dritte Runde, in der man dem späteren Sieger Jagiellonia Białystok 0:2 unterlag. Am Saisonende konnte Arka Gdynia aus finanziellen Gründen nicht die Kaufoption ziehen, womit Siebert zurück zum FC Metz ging. Bei den „Drachen“ spielte Siebert allerdings nur noch in der Zweiten Mannschaft. Im Februar 2011 unterschrieb er einen Vertrag über zwei Jahre bei Arka Gdynia. In der Rückrunde 2010/11 kam er unter Trainer Dariusz Pasieka zu fünf Einsätzen in der Ekstraklasa. Vom 1. Juli 2012 bis zu seinem Karriereende zehn Jahre später war er für die US Rümelingen in der luxemburgischen Erst- und Zweitklassigkeit aktiv und absolvierte dort über 180 Pflichtspiele in dieser Zeit.

### Nationalmannschaft
Von 2008 bis 2010 absolvierte Siebert insgesamt neun Partien für diverse polnische Jugendnationalmannschaften.

## Familie
Mateusz Siebert ist der Sohn des ehemaligen polnischen Fußballspielers Bernard Siebert der rund zwanzig Jahre für Lech Posen aktiv war und Anfang der 1990er Jahre nach Frankreich und Luxemburg kam, wo er unter anderem für AS Algrange, Sporting Mertzig und Union Luxembourg spielte. Seine Mutter Renata ist ehemalige polnische Handballspielerin.